# ITunes Session
iTunes Session — второй мини-альбом группы Gorillaz, выпущен 22 октября 2010 года.

## Об альбоме
iTunes Session представляет собой сборник песен, записанных во время iTunes-сессии в апреле 2010 года и включает в себя восемь концертных треков, а также интервью с 2D и Мёрдоком. Песня «Clint Eastwood» была единственной нецензурной песней на альбоме. De La Soul являются единственными из отмеченных на альбоме приглашённых гостей, кто физически присутствовал при записи.

## Список композиций
| №  | Название                                                                   | Длительность |
| -- | -------------------------------------------------------------------------- | ------------ |
| 1. | «Clint Eastwood (Feat. Del tha Funkee Homosapien)»                         | 4:32         |
| 2. | «Dirty Harry (Feat. Bootie Brown & The Children's Choir of San Fernandez)» | 3:47         |
| 3. | «Feel Good Inc. (Feat. De La Soul)»                                        | 3:37         |
| 4. | «Kids With Guns»                                                           | 3:47         |
| 5. | «Stylo (Feat. Mos Def & Бобби Уомак)»                                      | 4:32         |
| 6. | «Glitter Freeze (Feat. Mark E. Smith)»                                     | 4:04         |
| 7. | «On Melancholy Hill»                                                       | 3:47         |
| 8. | «Rhinestone Eyes»                                                          | 3:22         |
| 9. | «iTunes Interview»                                                         | 37:36        |